# Matías Rueda
Matías Carlos Adrían Rueda «La Cobrita», popularmente conocido como Matías Rueda, (Tandil, Buenos Aires, Argentina, 15 de abril de 1988) es un boxeador profesional. Es el actual campeón Argentino de la Federación Argentina de Boxeo (FAB) fue campeón Latino de la Organización Mundial de Boxeo (OMB) y Sudamericano en la categoría del peso pluma; actualmente se ubica en la posición N° 7 del ranking mundial pluma OMB y Nº 8 del ranking pluma de la FIB;
 Sin representante (agente libre)

## Título Latino Peso Pluma de la OMB
Ganó el título en el estado de vacante el 21 de junio de 2013 al noquear técnicamente en el 3.er asalto al bonaerense Juan Ramón Solís en Merlo.
Su Primera Defensa fue el 9 de agosto de 2013 ante Diego Tejerina pelea en la cual Rueda ganaría por TKO en el 2.do asalto.
Su Segunda Defensa fue el 22 de noviembre de 2014 ante Gabriel Ovejero, pelea que rueda ganó en el 3.er asalto con un gran KO.
Su Tercera Defensa fue el 25 de enero de 2015 ante Guillermo Soloppi, pelea que rueda ganó en el 3.er asalto por KO con un gancho al hígado.
Su Cuarta Defensa fue el 25 de abril de 2015 ante el colombiano Walter Estrada siendo esta su segunda pelea internacional, pelea que rueda ganó con un TKO en el 4.to asalto.
Su Quinta Defensa fue el 11 de julio de 2015 ante el nicaragüense Jimmy Aburto en la que rueda terminaría reteniendo el título con un TKO en el 5.to asalto.
Su Sexta Defensa fue el 2 de abril de 2016 ante Néstor Paniagua, en la cual rueda saldría victorioso por KO con gancho al hígado en el 3 asalto en la ciudad de Dolores.

## Título Argentino Peso Pluma FAB
El 18 de octubre del 2013 conquista el Título FAB del Peso pluma en estado de vacante ante Diego Tejerina, pelea que ganaría Rueda en el 6.to asalto por nocaut técnico.
El 8 de marzo del 2014 realiza su primera defensa del Título ante Jorge Luis Rodríguez pelea que Rueda ganó por nocaut técnico en el 7.mo asalto.

## Título Sudamericano Peso Pluma
El 16 de enero del 2016 conquista el título sudamericano vacante de los plumas ante Leandro Mendes Pintos pelea a 12 asaltos que término en el 8.vo asalto ganando por nocaut.

## Récord Profesional
| 27 Ganados (24 knockouts, 3 decisiones), 1 Perdidas, 0 Empates |        |                                  |      |              |            |                                                                               |                                                           |
| Res.                                                           | Récord | Oponente                         | Tipo | Rd., Tiempo  | Fecha      | Lugar                                                                         | Notas                                                     |
| G                                                              | 27-1   | Daniel Brizuela                  | TKO  | 1 (10)       | 2016-11-05 | Club Unión y Progreso, Tandil, Provincia de Buenos Aires                      | Retuvo por 2.ª vez el título Argentino FAB Peso Pluma.    |
| D                                                              | 26-1   | Óscar Valdez                     | TKO  | 2 (12)       | 2016-07-23 | MGM Grand Garden Arena, Las Vegas, Nevada                                     | Por el título vacante Mundial de la OMB Peso Pluma        |
| G                                                              | 26-0   | Néstor Paniagua                  | KO   | 3 (10)       | 2016-04-02 | Estadio Arturo Umberto Illia, Dolores, Provincia de Buenos Aires              | Retuvo por 6.ª vez el título de la OMB Latino Peso Pluma  |
| G                                                              | 25-0   | Leandro Mendes Pinto             | KO   | 8 (12)       | 2016-01-16 | Club Unión y Progreso, Tandil, Provincia de Buenos Aires                      | Ganó el título vacante Sudamericano Peso Pluma.           |
| G                                                              | 24-0   | Manuel de los Reyes Herrera      | KO   | 3 (6), 1:24  | 2015-10-23 | A La Carte Event Pavilion, Tampa, Florida                                     |                                                           |
| G                                                              | 23-0   | Jimmy Aburto                     | TKO  | 5 (10)       | 2015-07-11 | Club Unión y Progreso, Tandil, Provincia de Buenos Aires                      | Retuvo por 5.ª vez el título de la OMB Latino Peso Pluma. |
| G                                                              | 22–0   | Walter Estrada                   | TKO  | 4 (10)       | 2015-04-25 | Club Unión y Progreso, Tandil, Provincia de Buenos Aires                      | Retuvo por 4.ª vez el título de la OMB Latino Peso Pluma. |
| G                                                              | 21–0   | Guillermo Osvaldo Soloppi        | KO   | 3 (10), 2:07 | 2015-01-25 | Palacio de Los Deportes, Mar del Plata, Provincia de Buenos Aires             | Retuvo por 3.ª vez el título de la OMB Latino Peso Pluma. |
| G                                                              | 20–0   | Gabriel Gustavo Ovejero          | KO   | 3 (10)       | 2014-11-12 | Club Social y Cultural El Cruce, Malvinas Argentinas, Buenos Aires            | Retuvo por 2.ª vez el título de la OMB Latino Peso Pluma. |
| G                                                              | 19–0   | Roberto Joaquín Iturra           | KO   | 4 (10), 2:37 | 2014-08-30 | Club Ferro Carril Oeste, Merlo, Provincia de Buenos Aires                     |                                                           |
| G                                                              | 18–0   | Claudio Rosendo Tapia            | TKO  | 3 (10)       | 2014-05-10 | Club Unión y Progreso, Tandil, Provincia de Buenos Aires                      |                                                           |
| G                                                              | 17–0   | Jorge Luis Rodríguez             | TKO  | 7 (10)       | 2014-03-08 | Club Unión y Progreso, Tandil, Provincia de Buenos Aires                      | Retuvo por 1.ª vez el título Argentino FAB Peso Pluma.    |
| G                                                              | 16–0   | Diego Herminio Alejandro Sañanco | DU   | 10 (10)      | 2013-12-06 | Club Unión y Progreso, Tandil, Provincia de Buenos Aires                      |                                                           |
| G                                                              | 15–0   | Diego Daniel Tejerina            | TKO  | 6 (10)       | 2013-10-18 | Sociedad de Fomento 12 de octubre, San Martín, Buenos Aires                   | Ganó el título vacante Argentino FAB Peso Pluma.          |
| G                                                              | 14–0   | Ramón Elizer Esperanza           | KO   | 4 (10)       | 2013-09-07 | Centro Cultural Universitario, Tandil, Provincia de Buenos Aires              |                                                           |
| G                                                              | 13–0   | Diego Daniel Tejerina            | TKO  | 2 (10), 2:21 | 2013-08-09 | Auditorio Presidente Néstor Kirchner, Mercado Central, Tapiales, Buenos Aires | Retuvo por 1.ª vez el título de la OMB Latino Peso Pluma. |
| G                                                              | 12–0   | Juan Ramón Solís                 | TKO  | 3 (12)       | 2013-06-21 | Club Ferro Carril Oeste, Merlo, Buenos Aires                                  | Ganó el título vacante de la OMB Latino Peso Pluma.       |
| G                                                              | 11–0   | Ramón Armando Torres             | KO   | 5 (10)       | 2013-03-23 | Club Social y Cultural El Cruce, Malvinas Argentinas, Buenos Aires            |                                                           |
| G                                                              | 10–0   | Juan Carlos Rodríguez            | KO   | 1 (6)        | 2013-02-09 | Club Defensa Tandil, Tandil, Provincia de Buenos Aires                        |                                                           |
| G                                                              | 9–0    | Sergio Alejandro Blanco          | RTD  | 4 (4), 0:01  | 2013-01-12 | Club Social y Cultural El Cruce, Malvinas Argentinas, Buenos Aires            |                                                           |
| G                                                              | 8–0    | Maximiliano Ezequiel Méndez      | KO   | 4 (6)        | 2012-11-24 | Club Defensa Tandil, Tandil, Provincia de Buenos Aires                        |                                                           |
| G                                                              | 7–0    | Maximiliano Ezequiel Méndez      | DU   | 4 (4)        | 2012-09-22 | Luna Park, Buenos Aires                                                       |                                                           |
| G                                                              | 6–0    | Lucas Rafael Báez                | KO   | 2 (6), 0:35  | 2012-09-08 | Club Defensa Tandil, Tandil, Provincia de Buenos Aires                        |                                                           |
| G                                                              | 5–0    | Román Rubén Reinoso              | KO   | 1 (4), 2:51  | 2012-07-13 | Estadio F.A.B., Buenos Aires                                                  |                                                           |
| G                                                              | 4–0    | Sergio Blas Gómez                | TKO  | 3 (4)        | 2012-06-15 | Asociación Juvenil B. Traut, Las Flores, Provincia de Buenos Aires            |                                                           |
| G                                                              | 3–0    | Sergio Adrián Boltri             | KO   | 3 (4)        | 2012-05-12 | Club Defensa Tandil, Tandil, Provincia de Buenos Aires                        |                                                           |
| G                                                              | 2–0    | Diego Alberto Chaves             | DU   | 4 (4)        | 2012-03-10 | Club Defensa Tandil, Tandil, Provincia de Buenos Aires                        |                                                           |
| G                                                              | 1–0    | Alan David Toledo                | KO   | 1 (4)        | 2011-12-10 | Club Defensa Tandil, Tandil, Provincia de Buenos Aires                        | Debut profesional.                                        |

### Distinciones
| Distinción                                | Año  |
| ----------------------------------------- | ---- |
| Mejor Boxeador Latino del Año por la OMB  | 2015 |
| Premio Firpo mejor púgil a nivel nacional | 2015 |